# MT1X
MT1X‏ (Metallothionein 1X) هوَ بروتين يُشَفر بواسطة جين MT1X في الإنسان.